# پنیر سیاهمزگی
پنیر سیاهمزگی نوعی پنیر گوسفندی است که در روستاهای شهرستان شفت استان گیلان و به‌طور خاص در روستای سیاهمزگی تهیه می‌شود. این روستاها در گذشته پنیر مورد نیاز شهرستان‌های شفت، فومن، رشت و طارم زنجان را تولید می‌کرده‌اند. این پنیر یکی از سوغاتی‌های گیلان است.

## ویژگی‌ها و شیوه تولید
این پنیر درصد چربی بالایی دارد و از هر هفت کیلو شیر، یک کیلو پنیر استحصال می‌شود. برای تهیه این پنیر، شیر دوشیده از گوسفند را از صافی پارچه‌ای عبور می‌دهند و به آن مایه پنیر اضافه می‌کنند، این کار باعث دَلَمه‌بستن شیر می‌شود. دیگ حاوی این شیر دلمه‌بسته را روی حرارت می‌گذارند، تا حدی که به نقطه جوش نرسد. با فشار دست، آب اضافی خمیر حاصل از این مرحله را می‌گیرند و پنیر به‌دست می‌آید. در نهایت این پنیر را یک روز در آب‌نمک قرار می‌دهند.
در سال‌های گذشته تولید صنعتی این نوع پنیر نیز آغاز شده‌است.